# Ludwig Ziehen
Ludwig Ziehen (* 7. Januar 1871 in Frankfurt am Main; † 4. Juli 1951 in Roitzsch, Landkreis Bitterfeld, Sachsen-Anhalt) war ein deutscher Lehrer und Altphilologe.

## Leben
Ludwig Ziehen wurde als dritter Sohn des Schriftstellers Eduard Ziehen geboren. Seine älteren Brüder sind der Psychiater und Philosoph Theodor Ziehen und der Pädagoge Julius Ziehen. 1893 wurde er an der Universität Bonn promoviert.
1897 wurde er Oberlehrer am Goethe-Gymnasium in Frankfurt am Main (von 1901 bis 1906 beurlaubt als Prinzenerzieher in Plön). Von 1911 bis 1916 war er Direktor des Domgymnasiums in Merseburg. Von 1916 bis 1934 war er als Oberstudiendirektor Leiter der Ritterakademie in Brandenburg an der Havel und damit kraft Amtes auch Mitglied des Domkapitel Brandenburg. Er war in der Nachkriegszeit Mitglied der Deutschnationalen Volkspartei und während der Reichstagswahl 1920 für den Reichstagswahlkreis 4 (Potsdam I) auf Platz 5 im Wahlkreisvorschlag der DNVP. 1932 wurde er Mitglied der NSDAP.

## Schriften (Auswahl)
- Leges sacrae in titulis graecis servatae. Pars prior. Bonn 1893, OCLC 23616785.
- Leges Graeciae et insularum. Leipzig 1906 (Digitalisat).
- Der künftige Lehrplan des humanistischen Gymnasiums. Kritische Betrachtungen und praktische Vorschläge zur Schulreform. Langensalza 1920, OCLC 174475629.
- Bismarck. Geleitbuch zum Bismarck-Film. Berlin 1926, OCLC 257881509.